# Osturniański Potok
Osturniański Potok (słow. Osturniansky potok) – potok w dorzeczu Dunajca, będący górną częścią Kacwinianki. Ma źródła na Zamagurzu, na południowo-wschodnich stokach grzbietu łączącego Przełęcz nad Łapszanką z Bryjowym Wierchem. Z jej stoków spływa początkowo w południowym, a później wschodnim (z odchyleniem na północny wschód) kierunku dnem głębokiej doliny. Wzdłuż jego biegu znajdują się zabudowania miejscowości Osturnia i prowadzi asfaltowa szosa. W następnej miejscowości Frankowa uchodzi do niego Frankowski Potok. Od tego miejsca Osturniański Potok spływa w kierunku północnym i wkrótce przekracza granicę polsko-słowacką na dawnym turystycznym przejściu granicznym Kacwin – Wielka Frankowa. Od granicy nosi nazwę Kacwinianki.

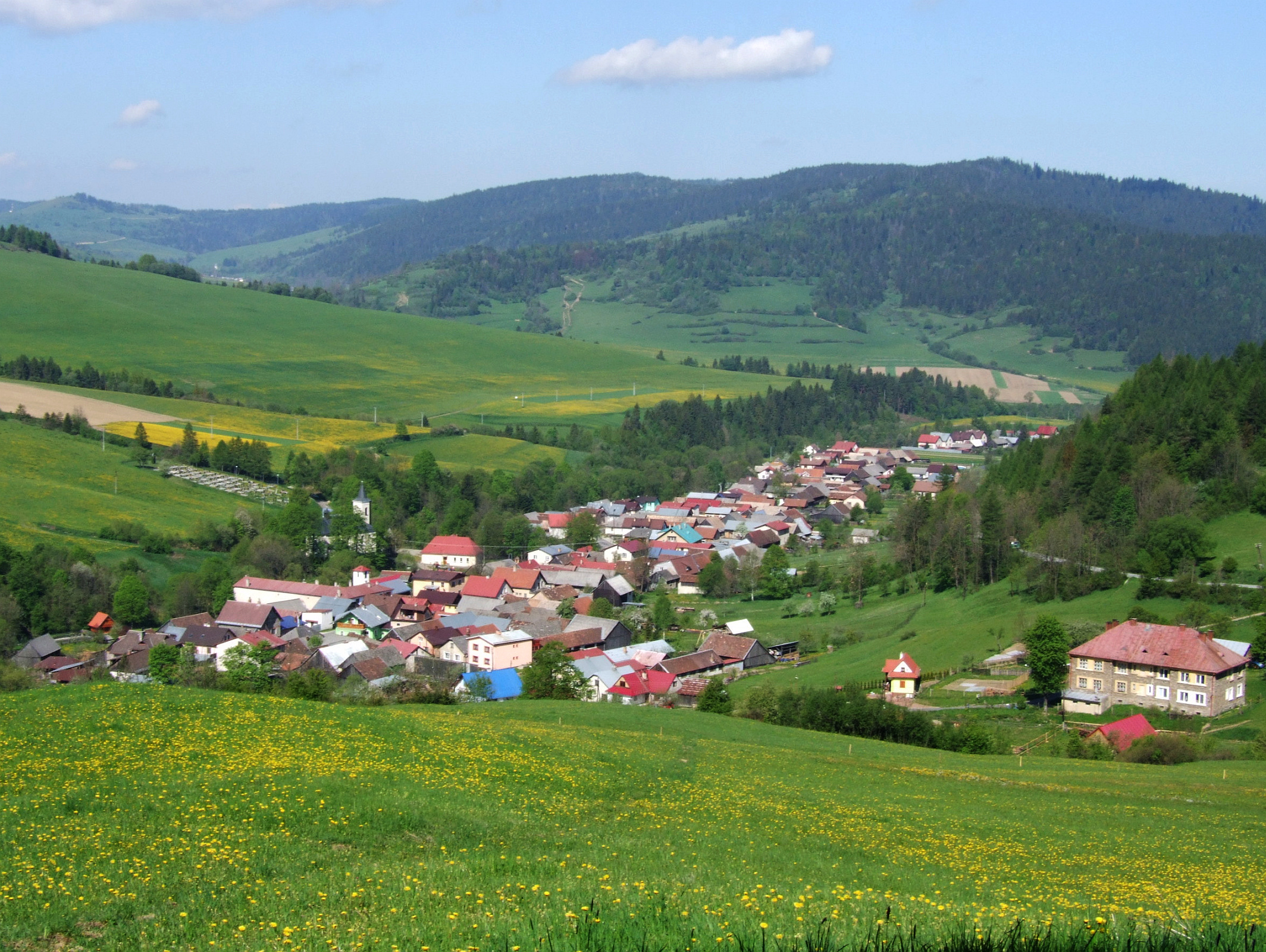
Wielka Frankowa i Kotlina Spiska. Widok z okolic Przełęczy Hanuszowskiej

Dla tych polskich geografów, którzy wyodrębniają Zamagurze od Magury Spiskiej, głęboka i dość rozległa dolina Osturniańskiego Potoku stanowi granicę między tymi mikroregionami. Słowaccy geografowie zazwyczaj nie wyróżniają Zamagurza jako odrębnego mikroregionu, lecz włączają je w obszar Magury Spiskiej. Na niektórych polskich mapach wielka dolina Osturniańskiego Potoku opisywana jest jako Kotlina Spiska, na niektórych słowackich mapach ma ona nazwę Osturnianska brázda.
Osturniański Potok do granicy z Polską ma długość 13 km. Główne dopływy: Podlapšianka, Hawiarski Potok (Zubrovský potok), Črchľový potok, Bystrá, Kremeniak, Krulovský potok, Soliskový potok, Frankowski Potok.